# الجمعية الجغرافية الروسية

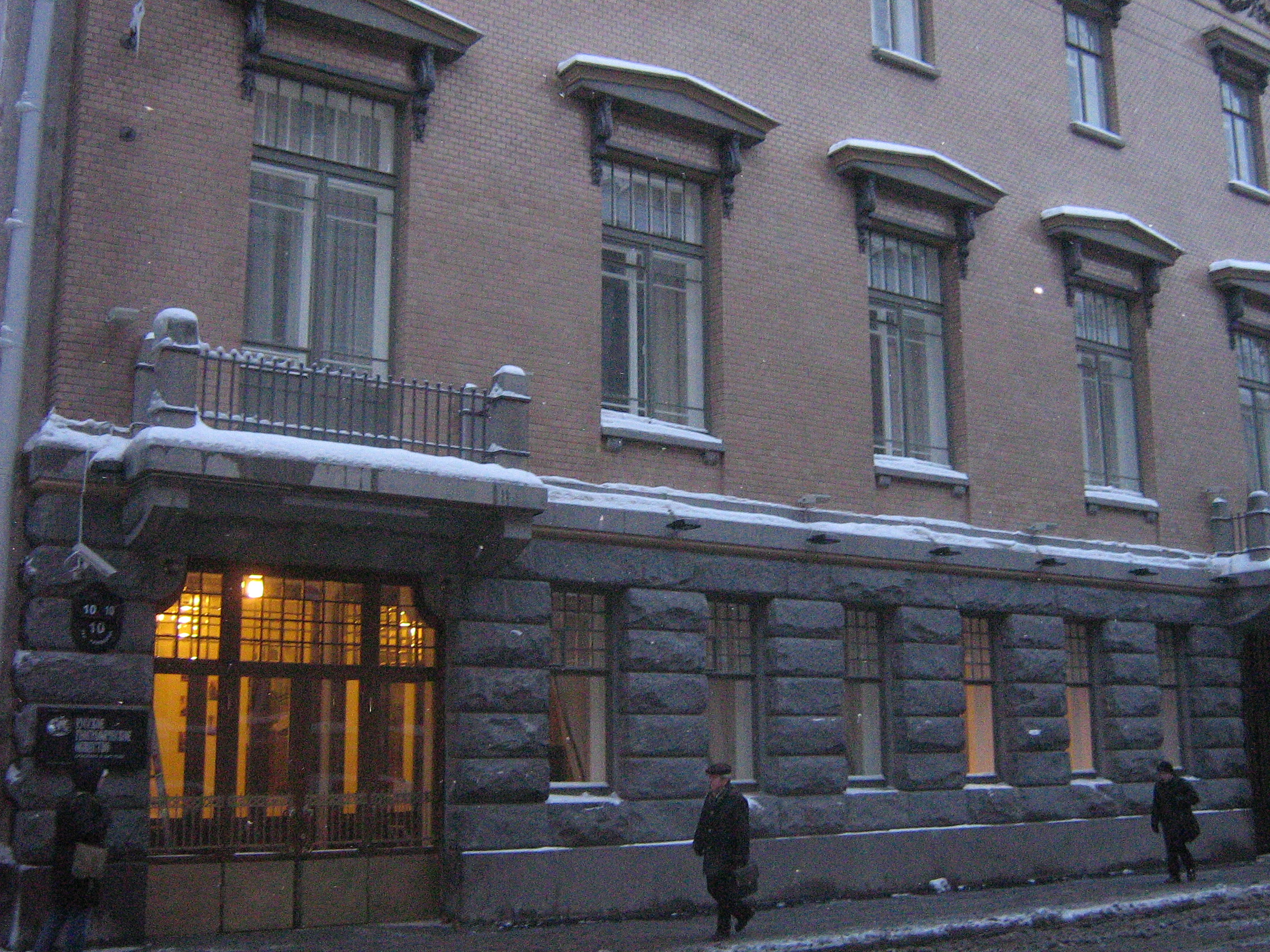
المقر الرئيسي للجمعية الجغرافية الروسية

الجمعية الجغرافية الروسية (بالروسية: Ру́сское географи́ческое о́бщество «РГО») (RGO) هي جمعية علمية مقرها في سانت بطرسبرغ في روسيا. تروج للاستكشاف والجغرافيا من خلال برامج الأبحاث في مجالات تشتمل على علم المحيطات والأنثروبولوجيا الوصفية.

## معلومات تاريخية

### الجمعية الجغرافية الإمبراطورية
تم تأسيس الجمعية في السادس من أغسطس عام 1845 في سانت بطرسبرغ في روسيا. وقبل الثورة الروسية عام 1917، كانت تعرف باسم الجمعية الجغرافية الروسية الإمبراطورية.

### الأعضاء المؤسسون
اشتملت قائمة الأعضاء المؤسسين للجمعية الجغرافية الروسية الإمبراطورية على ما يلي:
- فيودور ليتكي
- فيودور رانجيل
- فلاديمير دال
- فلاديمير أودويفسكي
- فريدريش جورج ويلهيلم فون ستروف
- كارل إرنست فون باير
- نيكولاي نادزدين

وقد كان الرؤساء الرسميون للجمعية هم الدوق كونستانتين نيكولايفيتش في روسيا في الفترة بين 1845 و1892 والدوق نيكولاس ميخائيلوفيتش في روسيا في الفترة بين 1892 و1917، ولكنها في واقع الأمر كانت تدار من خلال نواب الرؤساء: فيودور ليتكي (1845–1850، و1855–1857)، والكاونت ميخائيل مورافيوف (1850–1857)، وبيوتر سيميونوف تيان شانسكي (1873–1914) ويولي شوالسكي (1914–1931).
وقد تم تأسيس جمعيات تابعة في القوقاز (1850) وإيركوتسك (1851) وفيلينوس (1867) وأورينبرج (1868) وكييف (1873) وأومسك (1877) وغيرها من المدن.
وقد قامت الجمعية بتنظيم وتمويل حملات ريتشارد ماك وبيوتر كروبوتكين وسيميونوف تيان تشانسكي ونيكولاي برزيفالسكي ونيكولاي ميكلوخو ماكلاي وبيوتر كوزلوف وفلاديمير أوبروتشيف وليف بيرغ. وقد ساعدت على توضيح أولى المحطات القطبية في روسيا، كما كانت واحدة من أوائل من قاموا بنشر الدراسات التفصيلية الخاصة بالفلكلور الروسي والمعارض الأوكرانية.
وقد احتلت الجمعية مكان الريادة فيما يتعلق بالاكتشاف النظامي للأوراليين الشماليين في الفترة بين 1847 و1850، في أبعد نقاط نهر أمور في الفترة بين 1854 و1863، في أبعد الأماكن في كاشغاري وزنغاريا ومنغوليا في السبعينيات من القرن التاسع عشر وما بعد ذلك.
وبحلول عام 1917، كانت الجمعية الجغرافية الروسية تتكون من أحد عشر قسمًا و1000 عضو.

### الجمعية الجغرافية لكل المناطق

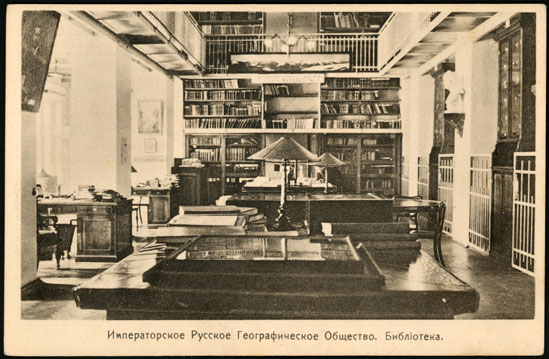
مكتبة الجمعية الجغرافية الروسية في عام 1916.

غيرت الجمعية اسمها ليصبح الجمعية الجغرافية للدولة في عام 1926، ثم إلى الجمعية الجغرافية للاتحاد السوفييتي في عام 1938. وبعد تشوكالسكي، ترأسها عالم الوراثة نيكولاي فافيلوف (1931–40) وخبير علم الحيوان ليف بيرغ (1940–1950) وعالم الطفيليات إيفجيني بافلوفسكي (1952–64) وعالم الجليد ستانيسلاف كاليزنيك (1964–77) ومستكشف القطب الشمالي أليكسي تريشنيكوف (1977–91). وقد عقدت الجمعية العديد من المؤتمرات، كما قامت بمنح أربعة أنواع من الميداليات، وهي الميدالية الذهبية الكبيرة (كل 3 سنوات) بالإضافة إلى ثلاثة أنواع أطلق عليها أسماء ليتكي وسيميونوف وبرزيفالسكي (كل عامين)، بالإضافة إلى جائزة سيمين ديزنيف (سنوية). وبحلول عام 1970، كانت قد قامت بنشر أكثر من 2000 مجلد من المؤلفات في مجال الجغرافيا، بما في ذلك دورية زابيسكي السنوية (التي كانت تصدر منذ عام 1846) وإزفيستيا (التي كانت تصدر منذ عام 1865).

### فترة ما بعد السوفييت
عادت الجمعية إلى اسمها الأصلي بعد تفكك الاتحاد السوفييتي في عام 1991. وتتواجد المكاتب الرئيسية للجمعية في سانت بطرسبرغ.
في سبتمبر من عام 2010، تم اختيار ألبرت الثاني، أمير موناكو ليكون عضوًا فخريًا في الجمعية.
ومنذ عام 2002، قامت الجمعية برعاية قاعدة جليدية موسمية سنوية في القطب الشمالي، في معسكر بارنيو.

## الأقسام
كانت الجمعية الإمبراطورية تتكون من أربعة أقسام:

### إدارة علم وصف الأعراق البشرية
شارك نيكولاي نادزدين في تأسيس هذه الإدارة، عندما تم تأسيس الجمعية الجغرافية الروسية في البداية. وخلال الخمسينيات والستينيات من القرن التاسع عشر، قامت إدارة علم وصف الأعراق البشرية بتجميع ونشر مواد مثل الأعمال الفلكلورية والبيت (byt) أو «طريقة الحياة» التي كان ينظر إليها على أنها تعكس «جوهر» السكان الأصليين للإمبراطورية الروسية. وفي عام 1909، قام ديميتري نيكولايفيتش أنوشين وفلاديمير بوغدانوف وفيسيفولد ميلر بعقد اجتماع القسم الفرعي لعلم وصف الأعراق البشرية والخاص بالمؤتمر الثاني عشر لعلماء الطبيعة والأطباء الروسيين، والذي تم عقده في موسكو. وفي هذا المؤتمر، ضغط هؤلاء العلماء من أجل الوصول إلى المزيد من الاحترافية للتمييز بين علماء وصف الأعراق البشرية وبين المبشرين والهواة.
وفي عام 1917، شارك ديفيد زولوتاريف ونيكولاي موجيليانسكي من الجمعية الجغرافية الروسية في لجنة دراسة التكوين القبلي لسكان المناطق الحدودية الروسية.

## كتابات أخرى
- Pyotr Semyonov-Tyan-Shansky. История полувековой деятельности Императорского Русского географического общества. Volumes 1-3. SPb, 1896.
- Lev Berg. Всесоюзное Географическое общество за 100 лет. 1845-1945. Moscow-Leningrad, 1946.
- Географическое общество за 125 лет. Leningrad, 1970.
- Hirsch, Francine. 2005. Empire of Nations: Ethnographic Knowledge and the Making of the Soviet Union. Ithaca, NY: Cornell University Press. ISBN 0-8014-4273-7

## وصلات خارجية
- Official website
- The contribution of the Russian Geographical Society into the history of the ocean studies